# Melitaea abacus
Melitaea abacus är en fjärilsart som beskrevs av Anders Jahan Retzius 1783. Melitaea abacus ingår i släktet Melitaea och familjen praktfjärilar. Inga underarter finns listade i Catalogue of Life.